# Крістоф Бек
Жан-Крістоф Бек (Christophe Beck, нар. 30 листопада 1972) — канадський кінокомпозитор і диригент, лауреат премій Еммі та Енні. Брат відомого піаніста Чіллі Гонсалеса.
Лауреат премій «Еммі», «Еммі та Енні», а також номінант на премію «Греммі».
Навчався музиці в Єльському університеті, Бек написав два мюзикли зі своїм братом Джейсоном (він же Гонсалес, паризький піаніст-продюсер-телеведучий-витівник), а також оперу за мотивами оповідання «Серце виказало» Едгара По.
Після закінчення школи переїхав до Лос-Анджелеса, де навчався з Джеррі Голдсміт. Завдяки рекомендації Бадді Бейкера, тодішнього керівника музичного відділу USC, дебютував як композитор у фільмі «Біле ікло». У 2000 році дебютував як актор у фільмі Добийся успіху .
Протягом 1990-х- 2010-х створив музику до кількох десятків кінофільмів, серед яких На межі майбутнього, Це безглузде кохання, Ідеальний голос, Крижане серце" та трилогія «Похмілля».

## Нагороди
| Рік  | Нагорода                                           | Категорія                                                        | Фільм                                                              | Результат  | Посилання |
| ---- | -------------------------------------------------- | ---------------------------------------------------------------- | ------------------------------------------------------------------ | ---------- | --------- |
| 1998 | «Еммі»                                             | Outstanding Music Composition for a Series (Dramatic Underscore) | Баффі — переможниця вампірів For episode: «Becoming: Part 1»       | Перемога   | [ 8 ]     |
| 1998 | Gemini Awards                                      | Найкраща музика для драматичного серіалу                         | F/X: The Series For episode «Quicksilver»                          | Номінація  | [ 8 ]     |
| 1998 | Gemini Awards                                      | Найкраща музика для драматичного серіалу                         | F/X: The Series До епізоду «Реквієм для копа»                      | Номінація  | [ 8 ]     |
| 2000 | OFTA Television Award                              | Найкраща нова пісня у серії                                      | Ангел                                                              | Номінація  | [ 8 ]     |
| 2002 | «Еммі»                                             | Видатний музичний напрям                                         | Баффі — переможниця вампірів For episode «Once More, With Feeling» | Номінація  | [ 8 ]     |
| 2006 | Stinker Award                                      | Найнав'язливіша музика                                           | Капітан Зум. Академія супергероїв                                  | Номінація  | [ 8 ]     |
| 2007 | IFMCA Award                                        | Найкраща музика до комедійного кінофільму                        | Рожева пантера                                                     | Номінація  | [ 8 ]     |
| 2010 | HMMA Award                                         | Найкраща музика до кінофільму (документальні, короткометражні)   | В очікуванні супермена                                             | Перемога   | [ 8 ]     |
| 2011 | IFMCA Award                                        | Найкраща музика до документального кінофільму                    | В очікуванні супермена                                             | Номінація  | [ 8 ]     |
| 2011 | SLFCA Award                                        | Найкраща музика до кінофільму                                    | Маппети                                                            | Номінація  | [ 8 ]     |
| 2012 | ASCAP Award                                        | Top Box Office Films                                             | Маппети                                                            | Перемога   | [ 8 ]     |
| 2013 | Awards Circuit Community Awards                    | Найкраща музика до кінофільму                                    | Крижане серце                                                      | Номінація  | [ 8 ]     |
| 2013 | ICP Award                                          | Найкраща музика до кінофільму or Soundtrack                      | Крижане серце                                                      | 10th place | [ 8 ]     |
| 2013 | PFCS Award                                         | Найкраща музика до кінофільму                                    | Крижане серце                                                      | Перемога   | [ 8 ]     |
| 2013 | SLFCA Award                                        | Best Soundtrack                                                  | Крижане серце                                                      | Номінація  | [ 8 ]     |
| 2013 | WAFCA Award                                        | Найкраща музика до кінофільму                                    | Крижане серце                                                      | Номінація  | [ 8 ]     |
| 2014 | «Енні»                                             | Видатні досягнення в музиці для анімаційних фільмів              | Крижане серце                                                      | Перемога   | [ 8 ]     |
| 2014 | DFCS Award                                         | Найкраща музика до кінофільму                                    | Крижане серце                                                      | Номінація  | [ 8 ]     |
| 2014 | Gold Derby Award                                   | Музика до кінофільму                                             | Крижане серце                                                      | Номінація  | [ 8 ]     |
| 2014 | HMMA Award                                         | Найкраща музика до документального кінофільму                    | Червона армія                                                      | Номінація  | [ 8 ]     |
| 2014 | IFMCA Award                                        | Найкраща музика до анімаційного фільму                           | Крижане серце                                                      | Номінація  | [ 8 ]     |
| 2015 | «Греммі»                                           | Найкращий саундтрек для візуальних медіа                         | Крижане серце                                                      | Номінація  | [ 8 ]     |
| 2015 | HMMA Award                                         | Найкраща музика до фантастичного кінофільму                      | Людина-мураха                                                      | Номінація  | [ 8 ]     |
| 2018 | «Енні»                                             | Видатні досягнення в музиці до анімаційних фільмів               | Крижане серце: Різдво з Олафом                                     | Номінація  | [ 8 ]     |
| 2018 | HMMA Award                                         | Найкраща музика до кінофільму — фантастичні та фільми жахів      | Людина-мураха та Оса                                               | Номінація  | [ 8 ]     |
| 2018 | Косморама, Тронхеймський міжнародний кінофестиваль | Найкраща музика до кінофільму                                    | Den 12. mann                                                       | Номінація  | [ 8 ]     |
| 2019 | HMMA Award                                         | Найкраща музика до анімаційного кінофільму                       | Крижане серце 2                                                    | Номінація  | [ 8 ]     |
| 2020 | «Енні»                                             | Видатні досягнення в музиці до анімаційних фільмів               | Крижане серце 2                                                    | Номінація  | [ 8 ]     |
| 2020 | Awards Circuit Community Awards                    | Найкраща музика до кінофільму                                    | Крижане серце 2                                                    | Номінація  | [ 8 ]     |
| 2020 | IFMCA Award                                        | Найкраща музика до кінофільму for an Animated Film               | Крижане серце 2                                                    | Номінація  | [ 8 ]     |